# Prückler József
Prückler József Ignác (Pest, 1804. április 13. – Pest, 1866. augusztus 30.) pesti választott polgár, pékmester, bérpalota-tulajdonos, az 1848-as szabadságharc alhadnagya, 1860-ban Pest városának az egyik képviselője.

## Családja és származása
A jómódú eredetileg alsó-bajorországi Schwarzenbachból származó, római katolikus pesti polgári Prückler családban született. Apja, a pesti születésű Prückler József Kalazancius (1778–1848) pékmester, választott pesti polgár, császári királyi százados, és három bérpalota tulajdonosa. Anyja, a szintén polgári származású Ottinger Klára (1781–1826) volt. Apai nagyszülei Prückler Jakab (1744–1798), pékmester, háztulajdonos, aki 1776. február 7-én szerezte meg a pesti polgárjogot, és Hochecker Anna voltak. Az anyai nagyszülei Ottinger József (1736–1805) pékmester, pesti polgár és Stentenmacher Klára (1749–1804) voltak. Ottinger József, pékmester, az alsó-ausztriai Lanzendorfból származott és 1773. január 11-én szerezte meg a pesti polgárjogot; Prückler József fivére, Prückler Ignác (1809–1876) fűszerkereskedő, pesti polgár, pezsgőgyáros volt, akinek a fiai: ifjabb Prückler Ignác (1840–1919) és Prückler László (1847–1929) fűszerkereskedők, pezsgőgyárosok.

## Élete
Alaptanulmányai után Prückler József az apja mesterségét követte és 1831. január 17-én szerezte meg a pesti polgárjogot. Apja halála után, az egyik pesti bérházat örökölte, amely a Kecskeméti utca 15-ös szám alatt volt, és ott vitte tovább az üzemét. Habár germán hangzású a vezetékneve, és nagyapja, még külföldön született, Prückler József, az 1848-as szabadságharc kitörésekor, a magyarságához ragaszkodván, katonai szolgálatba állt; alhadnagy volt a pesti gyalogos nemzetőrség 4. századánál. 1860. december 23-án pesti városi képviselővé választották (kerületi elöljáró); 1861-ben, 1862-ben is ezt a tisztséget töltötte be. Prückler József tervei között egy kenyérgyár létrehozás állt és erre kezdett saját malmot és földet vásárolni; Rákoson a pest–losonci vasút kőbányai állomása közelében, a Korchus-féle malom szomszédságában fekvő 30 495 □öl (kb. 109 678 m²) területű rétek is Prückler József pékmester vagyonát is képezték, amelyeken gyümölcsös kert és gazdasági épületek voltak; másrészt a Pesten levő dunai hajós-malom is a tulajdona volt. Sosem valósult meg a gyára létrehozása (fivére által Prückler Ignác által létrehozott pezsgőgyára pedig nagyon sikeresen lett). Az anyagi stabilitása kezdett meginogni és Prückler József vagyonbukása után fivére idősebb Prückler Ignác megszerezte a Kecskeméti utca 15-ös ingatlan teljes tulajdoni jogát, amelyet, majd gyermekei ifjabb Prückler Ignác és Prückler László örököltek.
1866. augusztus 30-án hunyt el Pesten.

## Házassága és gyermekei
1830. július 27-én az Alsó-vízivárosi Szent Erzsébet-plébániatemplomban feleségül vette a szintén római katolikus polgári származású Danner Annát (Buda, 1809. április 17.–Budapest, 1889. november 5.), Danner Jakab, német szappangyáros, és Schluker Katalin lányát. Az esküvői tanúk, Amsmann Ferenc, kereskedő, pesti polgár, és Schluker János, budai pékmester, polgár voltak. Prückler Józsefné Danner Anna egyik fivére Danner Alajos (1805–1889), makó serház-tulajdonos, akinek 12 holdas szőlője, présháza, lakóépülete, pincéje és istállója is volt ugyanott; a másik fivére Danner Florián (1816–1870), pékmester, aki 1841. december 22-én pesti választott polgárjogot szerzett. Prückler József és Danner Anna házasságából több leány- és fiúgyermek született:
- Prückler Klára Eleonóra Julianna (Pest, 1833. február 16.–Budapest, 1907. február 26.)[17] Férje: Topits József (Gödöllő, 1824. február 25.–Budapest, 1876. szeptember 27.) pesti választott polgár, Budapest fővárosi képviselő tag és az Első Magyar Gőztésztagyár tulajdonosa. Második férje, Glatz Nándor (1833–Budapest, 1909. július 10.), tésztagyár cégvezető.[18]
- Prückler Mária Rozália Katalin (Pest, 1834. augusztus 18. – Mohács, 1917. július 19.).[19] Férje: ifjabb Culmann Frigyes Vilmos (Pest, 1825. december 10.–?), a dunai gőzhajói társaság tisztje.
- Prückler Anna (Pest, 1836. május 28. – Budapest, 1911. február 14.). Férje: Pfeifer Ferdinánd (Pest, 1833. március 19. – Budapest, 1879. november 27.) könyvkiadó, könyvkereskedő, bérháztulajdonos[20]
- Prückler István József (Pest, 1837. december 13. – Budapest, 1910. december 19.). Nőtlen.[21]
- Prückler József Jakab (Pest, 1839. február 9.–Pest 1839. július 17.),[22]
- Prückler Imre (Pest, 1840. május 12.–Budapest, 1918. november 3.), állami tisztviselő. 1.f.: Weisz Mária. 2.f.: Deletter Klementina (*Pest (belv.), 1848. május 8. †Budapest (VIII. Ker.), 1924. április 1.)
- Prückler Eleonóra Emma (Pest, 1842. január 25.–Budapest, 1922. január 9.).[23] Férje: Temple Rezső (Breszt, Galícia, 1827. november 11.–Budapest, 1908 december 9.), a Trieszti Általános Biztosító Társulat főtisztviselője. Temple Rezső és Prückler Eleonóra fia: ifjabb Temple Rezső (1874–1945) ügyvéd, belügyminisztériumi államtitkár, országgyűlési képviselő, a Ferenc József-rend lovagja.
- Prückler Alojzia Ilona (Pest, 1843. augusztus 16.–Pest, 1844. szeptember 18.)[24]
- Prückler József (Kalaszancius) Rudolf (Pest, 1845. április 17.–Los Angeles, USA, 1923. december 29.), clevelandi pékmester. Neje: Meier Sophie (Hamburg, 1858. március 10. –Los Angeles, USA, 1923. december 29.)
- Prückler Ilona Jozefa (Pest, 1853. január 17.–Budapest, 1935. január 4.). Férje: Pfeifer István (Pest, 1840. szeptember 1.–Budapest, 1909. április 2.) pesti könyvkereskedő, bérháztulajdonos[25]